# 范文巧
范文巧（越南语：／，？—1430年），越南后黎朝初期将领，为蓝山起义时黎利麾下重要将领之一。

## 生平

### 蓝山起义
范文巧，京路人，具体籍贯不详。范文巧很可能是最早参加黎利起义的成员之一。永乐十六年（1418）正月，黎利在蓝山起义，有“黎文教”参与其事。永乐末期，范文巧已经被黎利授予枢密大使一职。
宣德元年（1426），明军尽出攻打乂安。黎利见东关城（今河内市）空虚，派枢密大使范文巧、太尉李篆、太监郑可、杜秘等人攻打国威、广威、嘉兴、归化、沱江、三带（白鹤）、宣光等地。李篆攻取国威和三带之后，兵锋直指东关城。明将陈智被李篆击败于宁桥，败走宁江之西岸。云南兵一万多人前来救援，范文巧领兵千余人前去阻击。李篆击败陈智后，率兵来到宁江同范文巧会合，击败云南兵于车辘桥，迫其退往三江城。
宣德二年（1427），因明军在崒洞祝洞之战中大败，明廷派遣柳昇、沐晟分兵两路攻打黎利。范文巧与郑可奉命带兵至梨花关（在今莲花滩），与沐晟的云南兵对抗，坚守关隘不出战。柳昇在支棱昌江之战中兵败被杀后，黎利派人将柳昇的印信送到沐晟军中。沐晟得知后率兵撤退，遭到蓝山起义军的追击，斩首万余级、俘人马各千余。

### 功高见忌
顺天元年（1428），后黎朝建立，枢密大使范文巧被封为太保，成为三公之一。
顺天二年（1429）五月，大封功臣，范文巧被赐国姓黎，受封为县上侯，位居第三，并且获得穿红绯的特权。但是黎利对功臣非常猜忌，意欲除掉范文巧。
顺天四年（1431）春正月，诛杀太尉范文巧。据说范文巧与复礼州土官刁吉罕勾结作乱，黎国兴等人又向黎利进谗，于是黎利诛杀了范文巧。
1451年，黎仁宗恢复他的名誉。1484年，黎圣宗追封他为太保、胜郡公。